# TRUB2
TRUB2 (англ. TruB pseudouridine synthase family member 2) – білок, який кодується однойменним геном, розташованим у людей на 9-й хромосомі. Довжина поліпептидного ланцюга білка становить 331 амінокислот, а молекулярна маса — 36 694.
| 10         |  | 20         |  | 30         |  | 40         |  | 50         |
| ---------- |  | ---------- |  | ---------- |  | ---------- |  | ---------- |
| MGSAGLSRLH |  | GLFAVYKPPG |  | LKWKHLRDTV |  | ELQLLKGLNA |  | RKPPAPKQRV |
| RFLLGPMEGS |  | EEKELTLTAT |  | SVPSFINHPL |  | VCGPAFAHLK |  | VGVGHRLDAQ |
| ASGVLVLGVG |  | HGCRLLTDMY |  | NAHLTKDYTV |  | RGLLGKATDD |  | FREDGRLVEK |
| TTYDHVTREK |  | LDRILAVIQG |  | SHQKALVMYS |  | NLDLKTQEAY |  | EMAVRGLIRP |
| MNKSPMLITG |  | IRCLYFAPPE |  | FLLEVQCMHE |  | TQKELRKLVH |  | EIGLELKTTA |
| VCTQVRRTRD |  | GFFTLDSALL |  | RTQWDLTNIQ |  | DAIRAATPQV |  | AAELEKSLSP |
| GLDTKQLPSP |  | GWSWDSQGPS |  | STLGLERGAG |  | Q          |  |            |

A: Аланін

C: Цистеїн

D: Аспарагінова кислота

E: Глутамінова кислота

F: Фенілаланін

G: Гліцин

H: Гістидин

I: Ізолейцин

K: Лізин

L: Лейцин

M: Метіонін

N: Аспарагін

P: Пролін

Q: Глутамін

R: Аргінін

S: Серин

T: Треонін

V: Валін

W: Триптофан

Кодований геном білок за функцією належить до ізомераз. 
Задіяний у таких біологічних процесах, як процесинг тРНК, альтернативний сплайсинг. 